# Ludwig von Toulouse

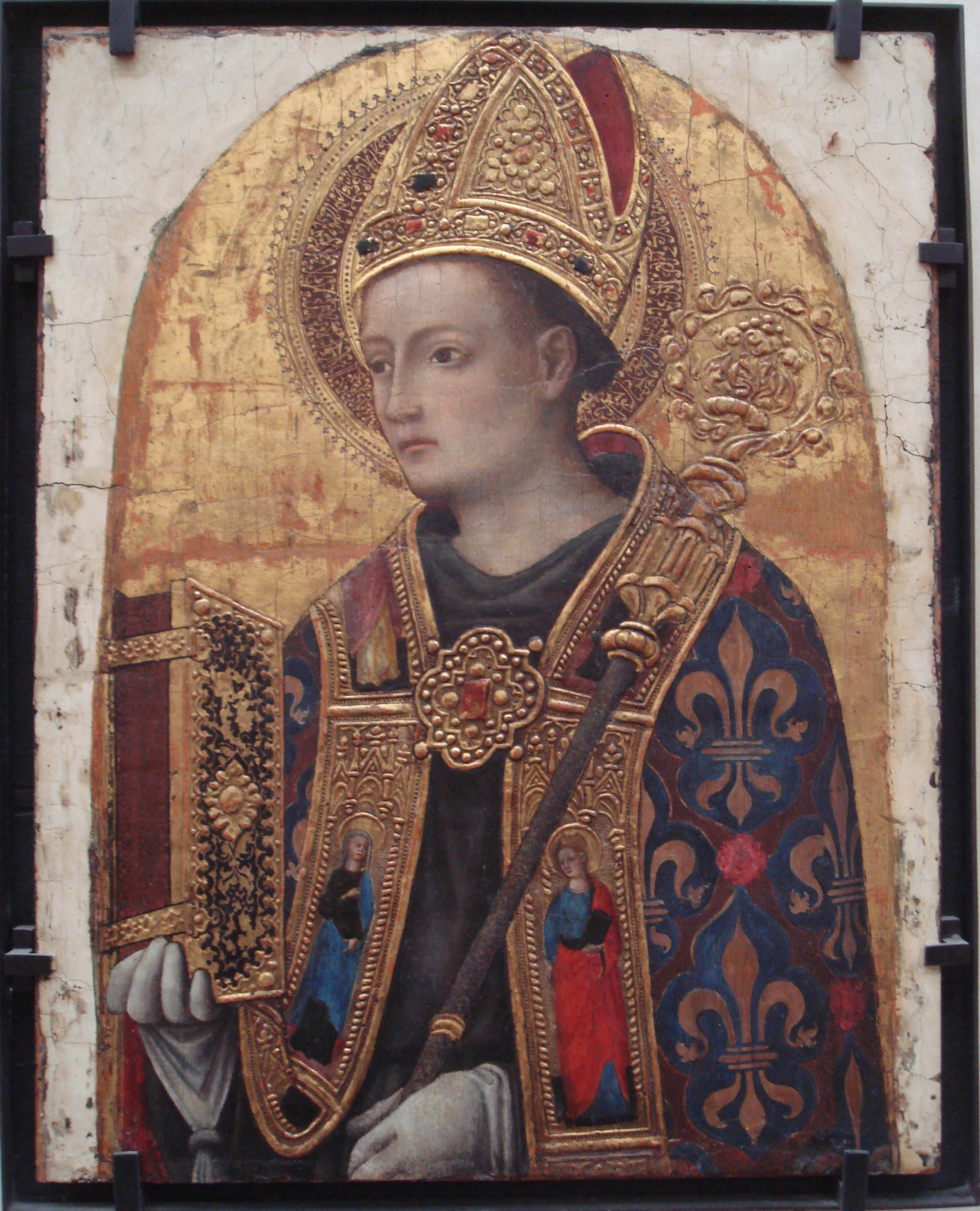
Tafelbild des heiligen Ludwig von Toulouse von Antonio Vivarini, (ca. 1450)

Ludwig von Toulouse (auch Ludwig von Anjou) (* 9. Februar 1274 in Nocera dei Pagani bei Salerno, Königreich Neapel (heute Italien); † 19. August 1297 in Brignoles in Frankreich) aus dem Haus Anjou war Erzbischof von Toulouse, franziskanischer Ordensmann und ist ein Heiliger der katholischen Kirche. Sein Festtag ist der 19. August.

## Leben
Ludwig war der zweite Sohn der insgesamt fünfzehn Kinder Karls von Anjou, genannt der Lahme, Fürst von Salerno und künftiger König Karl II. von Neapel, und dessen Gemahlin Maria von Ungarn. Durch seinen Vater war er ein Großneffe des heiligen Königs Ludwig IX. von Frankreich und durch seine Mutter ein Urgroßneffe der heiligen Elisabeth von Thüringen. 
Auf Wunsch seines Großvaters Karl I. von Neapel wurde er gemeinsam mit seinen Brüdern in Frankreich erzogen und wuchs im provenzalischen Brignoles auf. Nachdem Ludwigs Vater am 5. Juni 1284 im Verlauf der Seeschlacht bei Neapel in aragonesische Kriegsgefangenschaft geraten war, starb sein Großvater († 7. Januar 1285). In dieser Zeit begegnete Ludwig dem Bruder François Brun vom Orden der Minderen Brüder des Heiligen Franz von Assisi, der sein Gefährte wurde und großen Einfluss auf ihn nahm. François Brun und sein Ordensbruder Pierre Scarrerii folgten Ludwig, seinen Brüdern Robert und Raimund-Berengar, als diese sich gemäß dem am 25. Juli 1288 unterzeichneten Abkommen, durch das Karl II. seine Freiheit wiedererlangte, als Geiseln für ihren Vater in die Gefangenschaft begaben. 
Karls von sechzig jungen Adeligen begleiteten Söhne wurden von 1288 bis 1295 festgehalten. Als Aufenthaltsort wurde ihnen zunächst Montcada bei Barcelona, dann das hoch in den Bergen von Tarragona gelegene Ciurana zugewiesen. Respektvoll behandelt, durften sie zwar ihren Tagesablauf frei gestalten, ausreiten, jagen und Turniere veranstalten, waren aber vollständig von der Außenwelt abgeschieden und in Geldnot, da ihr finanziell ruinierter Vater ihnen kaum Unterstützung zukommen lassen konnte. 
Ludwig übernahm die Leitung der Lebensgemeinschaft, für welche er eine zugleich militärisch und geistlich geprägte Regel verfasste. Er nutzte seine Zeit, um sich mit den Minderen Brüdern auszutauschen, widmete sich dem Studium der lateinischen Sprache und der Theologie. Schwer an Tuberkulose erkrankt, beschloss er am 1. Februar 1290, sein Leben Gott zu verschreiben und gelobte dies, inzwischen gesundet, am darauffolgenden Pfingstfest erneut. Er verzichtete auf das Tragen von Waffen und die Teilnahme an der Jagd. Als die Bedingungen der Gefangenschaft gelockert wurden, konnte er sich nach Barcelona begeben, wo er sich regelmäßig im Kloster der Minderen Brüder aufhielt und die Universität besuchte. Dort entstand Kontakt zum spiritualistischen Flügel des Franziskanerordens, besonders zu Petrus Johannis Olivi. 
Dank der Bemühungen von Papst Bonifaz VIII. schlossen Aragón und das Haus Anjou am 7. Juni 1295 Frieden. Im Oktober war Ludwig mit seiner Familie in Figueres vereint, wo die Vorbereitungen für die Vermählung seiner Schwester Blanka mit Jakob II. von Aragon getroffen wurden, anlässlich der Johann im Kloster Santa Maria de Vilabertran die Tonsur erhielt. Er trat gegen den Willen und ohne Wissen seines Vaters – der weitere Hochzeitspläne mit dem Haus Aragón hegte und Ludwig mit Jolande von Aragón vermählen wollte – in den geistlichen Stand. 
Ludwig wurde am 24. Dezember 1296 Mitglied des Franziskanerordens und am 29. Dezember 1296 zum Bischof von Toulouse ernannt. Durch seinen Verzicht auf den Thron von Neapel wurde sein jüngerer Bruder Robert König. Er starb bereits 1297 und wurde seinem letzten Willen gemäß in der Franziskanerkirche von Marseille bestattet. Sein Vater trieb 1300 die Eröffnung eines Kanonisierungsprozesses voran, ohne die Unterstützung des Franziskanerordens. Der Prozess fand 1308 in Marseille statt, aber erst am 13. April 1317 wurde Ludwig, der angeblich mehrere Tote zum Leben erweckt haben soll, von Papst Johannes XXII. heiliggesprochen. Die Translation seiner Gebeine in einen Grabaltar nahm 1319 sein Bruder Robert vor, aber 1433 überführte Alfons V. von Aragón die Reliquien in die Kathedrale von Valencia in Spanien. Von dort aus breitete sich die Verehrung des Heiligen über ganz Europa aus.
Der heilige Ludwig von Toulouse ist Verfasser berühmter Predigten und eines Traktats über mehrstimmige Musik (s. Codex Laurentiano-Ashburn 1051 in Florenz). 

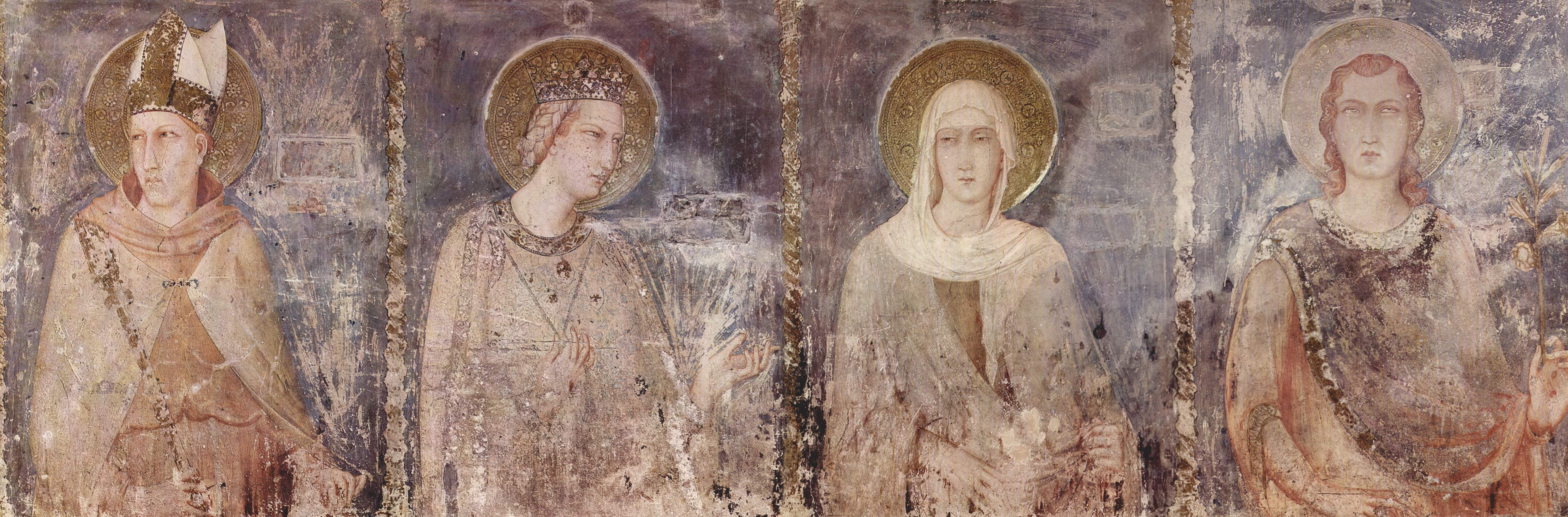
Polyptychon mit dem Hl. Ludwig von Toulouse, der Hl. Elisabeth von Thüringen, der Hl. Klara und dem Hl. Ludwig IX., König von Frankreich (Fresco von Simone Martini)